# Iki no Hakatoko no Sho
El Iki no Hakatoko no Sho (伊吉博徳書, "Documento de Iki no Hakatoko") es un registro histórico japonés escrito por Iki no Hakatoko. Compuesto a fines del siglo VII, el registro es conocido principalmente por ser usado como referencia en la composición del Nihonshoki, así como por ser el registro de viajes más antiguo de Japón. Ya no existe.

## Contenido
Si bien el registro ya no existe, se puede encontrar un fragmento de su contenido en las citas. Los pasajes se citan cuatro veces en Nihonshoki:
- El 2.º mes del 654.

- El 7.º mes del 659: compuesto tanto en el camino como en Chang'an.[1]
- El 7.º mes del 660: compuesto alrededor de Luoyang.[1]
- El 5.º mes del 661: relata principalmente el viaje de regreso.[1]

Las diversas citas relacionan detalles sobre las embajadas japonesas imperiales en China y la política exterior a mediados del siglo VII.